# Kaskada troficzna
Kaskada troficzna – określa zmianę struktury piramidy ekologicznej, w której organizmy z podporządkowanych sobie hierarchicznie poziomów troficznych oddziałują wzajemnie na siebie. Do kaskady troficznej dochodzi przez zmiany ilościowe jednego z poziomów piramidy. Zmiany te mają bezpośredni wpływ na sąsiednie poziomy i pośredni na pozostałe poziomy. Przykładem są zaburzenia porządku łańcucha pokarmowego: nagła nieobecność drapieżnika (np. myszołowa), dotychczas dominującego piramidę, powoduje bezpośrednio zwiększenie populacji roślinożernych ofiar (myszy), i pośrednio zmniejszenie stanów roślin (zboża).